# Dominicas Siervas del Cenáculo
La Pía Unión de las Dominicas Siervas del Cenáculo es una congregación religiosa católica femenina, de vida apostólica y de derecho diocesano, fundada en 1958 por Joaquín González de la Casa y Gregoria Cerdeño Rojas, en Sonseca. A las religiosas de este instituto se les conoce como Dominicas Siervas del Cenáculo y posponen a sus nombres las siglas D.S.C..

## Historia
La congregación fue fundada en 1958 por el sacerdote diocesano Joaquín González de la Casa, con la ayuda de la religiosa Gregoria Cerdeño Rojas, en Sonseca, provincia de Toledo (España), con el fin de ayudar a reparar los daños causados a la Iglesia católica, durante la Guerra Civil, ofreciendo sus servicios pastorales a los sacerdotes y misioneros.
La congregación fue agregada a la Orden de Predicadores el mismo año de su fundación, por el maestro general Michael Browne y aprobada como pía unión de derecho diocesano el 7 de octubre de 1963, por el obispo Francisco Rendeiro, de la Algarve, ya que inicialmente habían establecido la casa general en esta ciudad.

## Organización
La Pía Unión de las Dominicas Siervas del Cenáculo es una congregación religiosa, de derecho diocesano y centralizada, cuyo gobierno es ejercido por una priora general. Su sede general se encuentra en Madrid (España). Las religiosas se dedican a la pastoral de apoyo a sacerdotes y misioneros, en las actividades parroquiales y en el servicio doméstico.